# Problema da predação

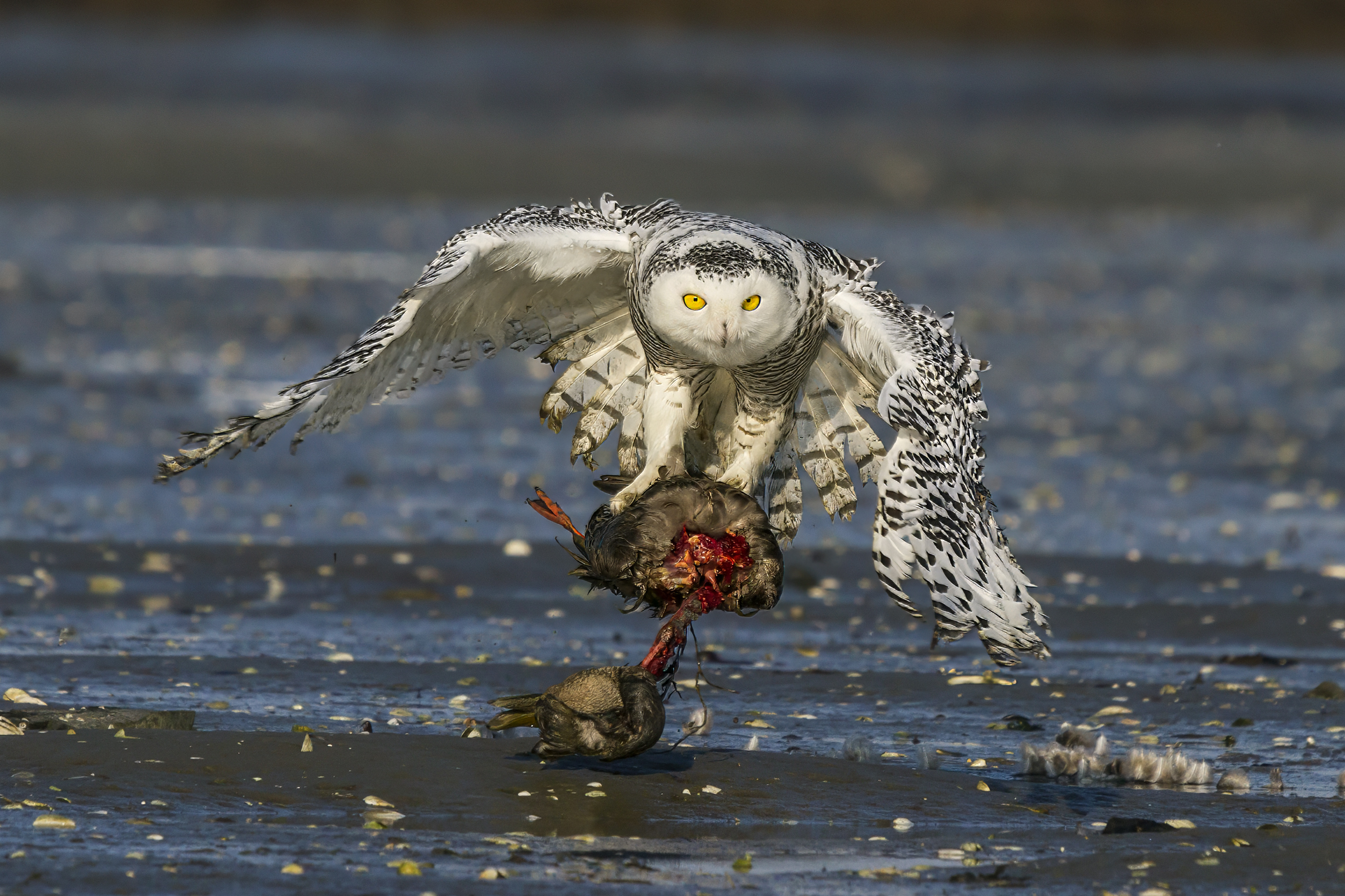
Uma coruja nevada carrega um pato preto americano morto

O argumento ou problema da predação refere-se à consideração dos danos sofridos pelos animais devido à predação como um problema moral, que os humanos podem ou não ter a obrigação de trabalhar para prevenir. O discurso sobre este tópico tem, em geral, sido realizado dentro das disciplinas de ética animal e ambiental. A questão foi particularmente discutida em relação aos direitos dos animais e ao sofrimento de animais selvagens. Alguns críticos consideraram a obrigação de prevenir a predação como insustentável ou absurda e usaram a posição como reductio ad absurdum para rejeitar completamente o conceito de direitos dos animais. Outros criticaram qualquer obrigação implícita na posição dos direitos dos animais como prejudicial ao meio ambiente.
As respostas de especialistas em ética animal e defensores dos direitos foram variadas. Alguns rejeitaram a afirmação de que os direitos dos animais como uma posição implica que somos obrigados a prevenir a predação, enquanto outros argumentam que a posição dos direitos dos animais implica que a predação é algo que devemos tentar evitar. Outros afirmaram que não é algo sobre o qual devemos fazer algo agora devido ao risco de inadvertidamente causar danos significativos, mas que é algo sobre o qual podemos efetivamente agir no futuro com melhorias conhecimento e tecnologias.